# Buitenrustbrug
De Buitenrustbrug is een dubbele ophaalbrug in de Noord-Hollandse stad Haarlem. De brug bestaat uit twee brugdelen die ieder gebruikt worden voor een rijrichting. Hierdoor wordt deze brug ook wel aangeduid als de Buitenrustbruggen. De brug overspant het Spaarne, plaatselijk het Zuider Buiten Spaarne geheten en ligt in de provinciale weg 205 (N205). Hierdoor vormt de brug een belangrijke route tussen Haarlem-Zuid, Schalkwijk en de buiten de gemeentegrenzen verderop gelegen Rijksweg 9 (A9).

## Geschiedenis
De eerste Buitenrustbrug was een enkele stalen ophaalbrug die in de periode 1935-‘36 werd gebouwd. Het brugwachtershuisje werd gebouwd in de stijl van het functionalisme door stadsarchitect en later rijksbouwmeester ir. Gijsbert Friedhoff
Begin jaren 60 was de verkeersdrukte dusdanig toegenomen dat de brug in de periode 1964-‘65 werd vervangen door een dubbel uitgevoerde ophaalbrug. De oude brug verhuisde naar de Zuid-Hollandse stad Leiden. En kwam daar te liggen naast en net ten zuiden van de Verversbrug over de Oude Herengracht. Toen deze twee neven geschakelde ophaalbruggen werden vervangen kwam daarvoor een vaste Verversbrug in de plaats. De oude Buitenrustbrug verhuisde binnen dezelfde stad in 1972 naar de Zijlsingel, waar hij sindsdien de Nieuwe Rijn overspant. Daar doet de brug thans dienst als de Singelbrug.

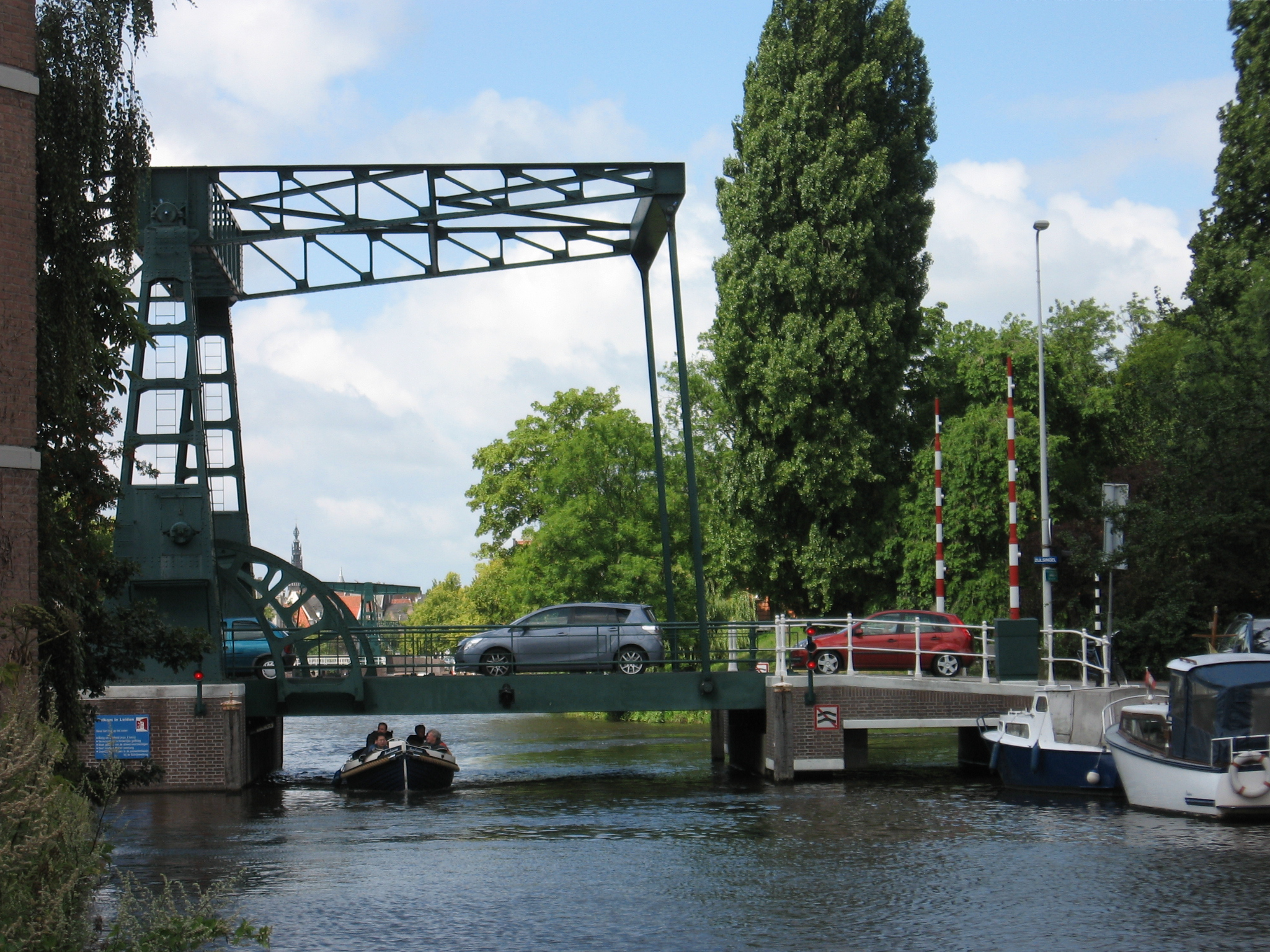
De voormalige Buitenrustbrug (Singelbrug) uit 1935 in Leiden over de Nieuwe Rijn

De vernieuwde Buitenrustbruggen in Haarlem zijn vervaardigd door Figee en waarschijnlijk ontworpen door ir. J.H. Brandenburg die bij Figee destijds als ingenieur weg- en waterbouw werkzaam was.
In 2011 werd een 110 meter lange verbinding voor langzaam verkeer opgeleverd. Deze verbinding, die nadien Schalklink is gaan heten, ligt onder de oostelijke aanbruggen van de Buitenrustbrug. Deze verbinding verzorgt een gemakkelijke en veilige oversteek van de N205. Schalklink is ontworpen door ipv Delft en werd in 2012 genomineerd voor de Nationale Staalprijs.
In de periode 2016-2017 werd de gehele Buitenrustbrug vervangen. Eerst het noordelijk gedeelte in 2016 en het zuidelijk gedeelte in 2017.